# أكوليفيك (كيبك)
أكوليفيك (بالإنجليزية: Akulivik)‏ هي بلدة تقع في كندا في كيبيك الشمالية.  يقدر عدد سكانها بـ 615 نسمة ومساحتها 82.60 كم2 .